# 巴拉馬打市

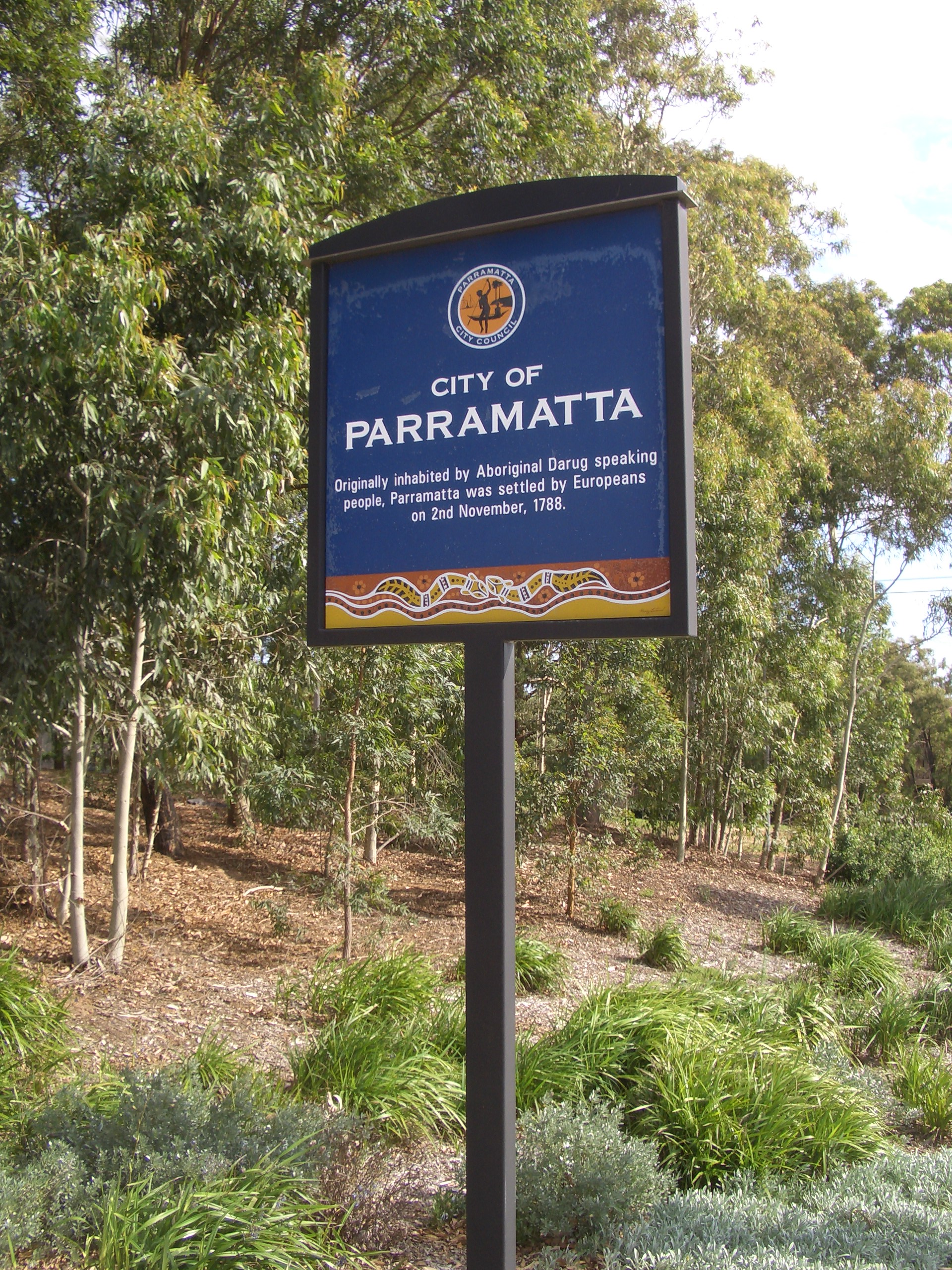
巴拉馬打市徽

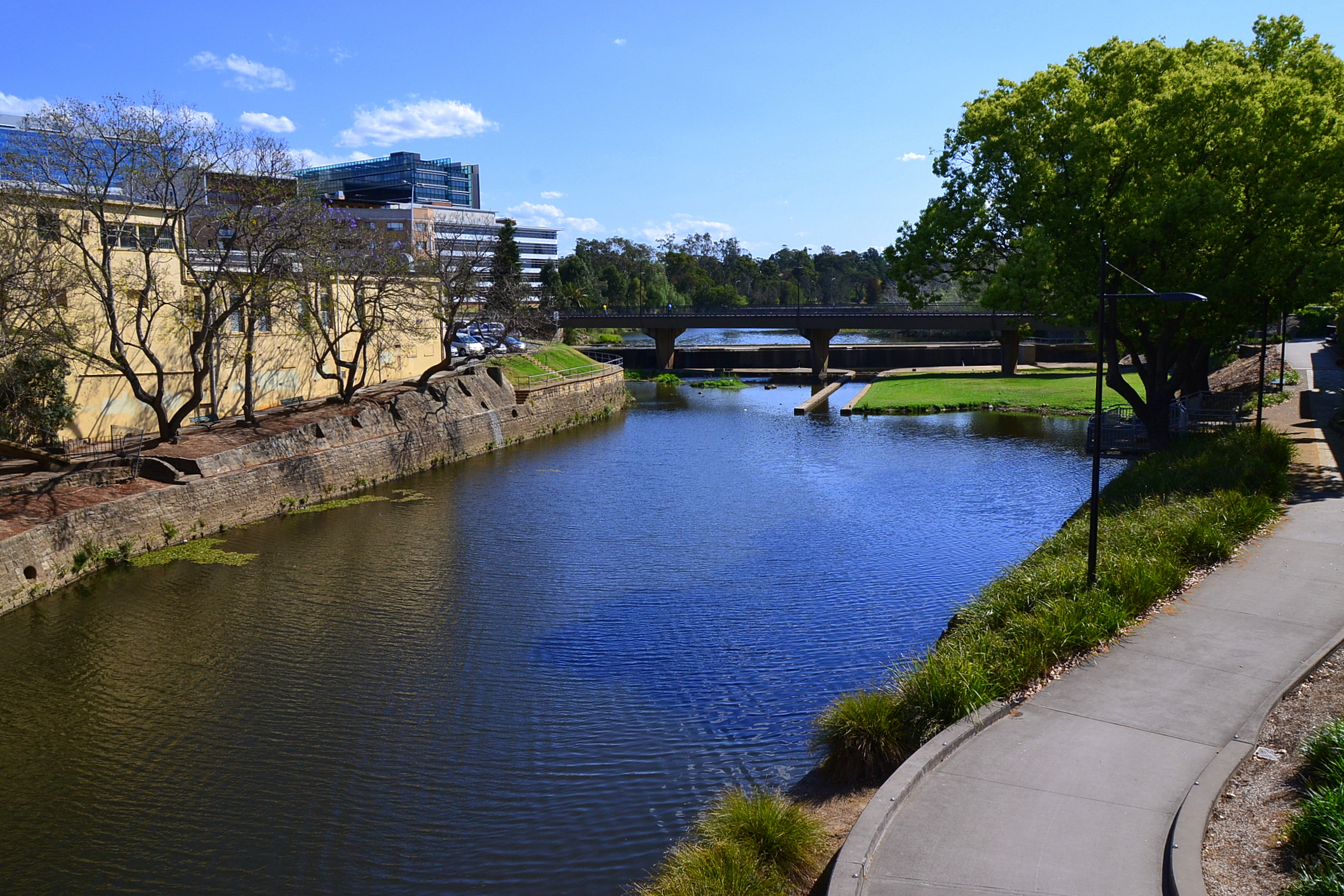
Parramatta River

巴拉馬打市，又作帕拉马塔市和帕拉玛塔市，是澳大利亚新南威爾士州悉尼西部的的地方政府區域。
巴拉馬打市所管治的巴拉馬打，是澳大利亞繼悉尼以後設立的第二個殖民點，建立于1788年。
該地在1861年建制為巴拉馬打自治市，1867年更改為巴拉馬打镇，1938年升格為巴拉馬打市。1948年，相鄰的Ermington-Rydalmere、Rosehill, Harris Park, Dundas、Granville併入之。今日的巴拉馬打是悉尼西部地區的商業中心之一，為澳大利亚各個市政府轄境內人口第23大城。

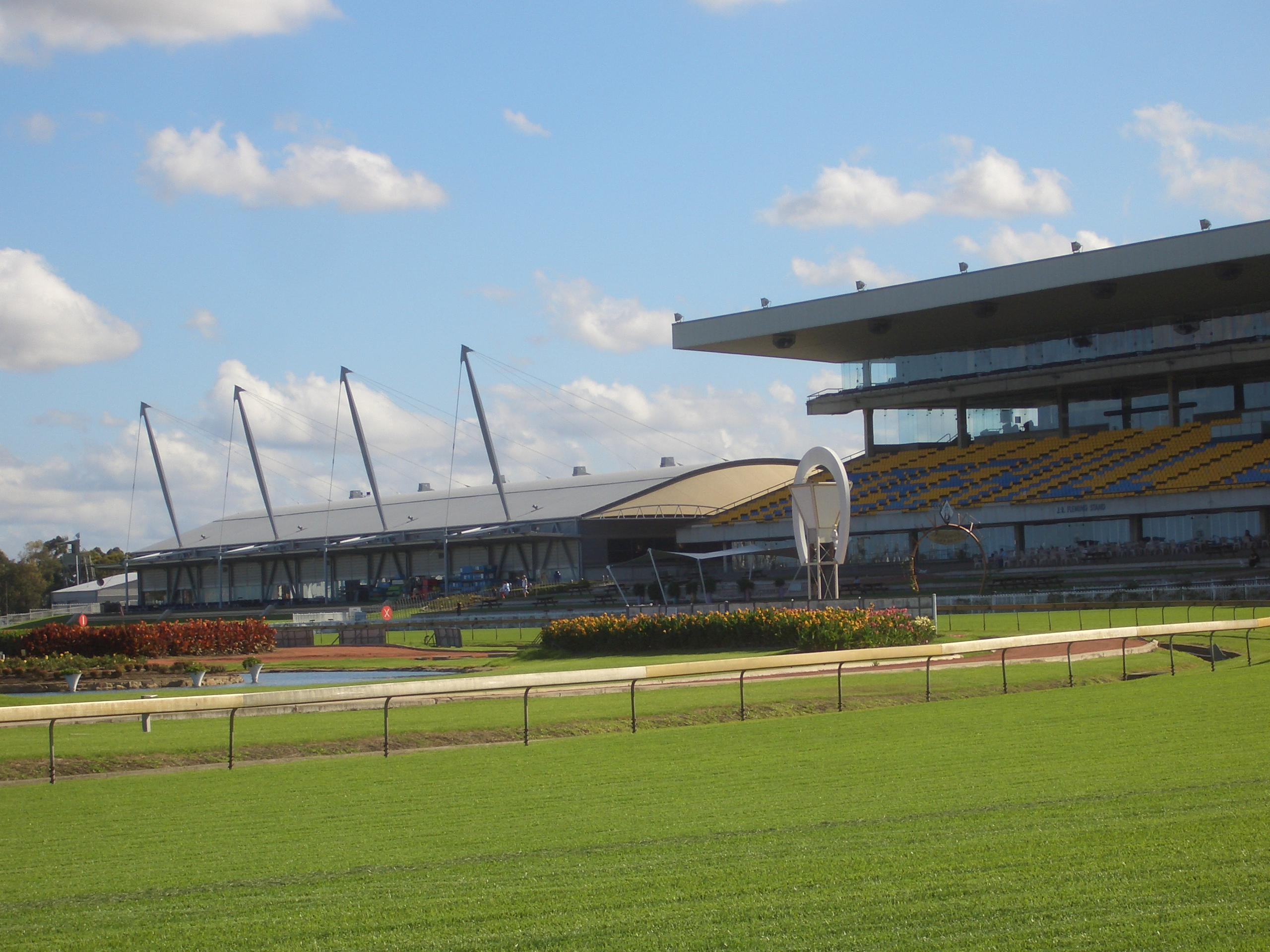
玫瑰山馬場

## 市議會
巴拉馬打市議會有議席15個，全市分5個選區，各區選出議員3名代表市民和納稅人問政；市長非直選。

## 姊妹市
- 以色列南部區别是巴
- 菲律賓宿霧省宿霧市
- 首爾特別市中區
- 泰國佛丕府佛丕市
- 中国福建省莆田市
- 越南巴地頭頓省頭頓市

## 外部連結
- 巴拉馬打市政府 （页面存档备份，存于）
- 2001年人口調查 （页面存档备份，存于）

33°49′S 151°00′E / 33.817°S 151.000°E